# RSS-Editor
RSS-Editor este un tip de program care creează fluxuri RSS (Really Simple Syndication (RSS 2.0); Rich Site Summary (RSS 0.91, RSS 1.0); RDF Site Summary (RSS 0.9 și 1.0)) offline (de exemplu, pe computerul local). 
Aceste programe sunt numite, de asemenea, desktop editor RSS. Cele mai multe feed-uri RSS rulează automat sisteme de management al continutului (CMS) fiind generate direct de bazele de date. O altă sursă tipică pentru fluxurile RSS sunt blogurile. Cu toate acestea, există numeroase fluxuri RSS create manual (cea mai mare parte cu conținut editorial), care sunt menținute offline. 
După editarea sau crearea de astfel de feed-uri într-un editor RSS, fișierul de alimentare este de obicei transmis prin FTP la serverul de web. Majoritatea editărilor RSS sunt direct integrate în paginile web pentru a oferi funcție de update corespunzătoare.